# 京杭动车组列车
京杭动车组列车是中国铁路运行于首都北京市至浙江省省会杭州市的动车组列车，自2019年1月23日起开行，现合计开行2对列车。列车客运乘务由北京局集团北京客运段、上海局集团杭州客运段共同担当。

## 历史

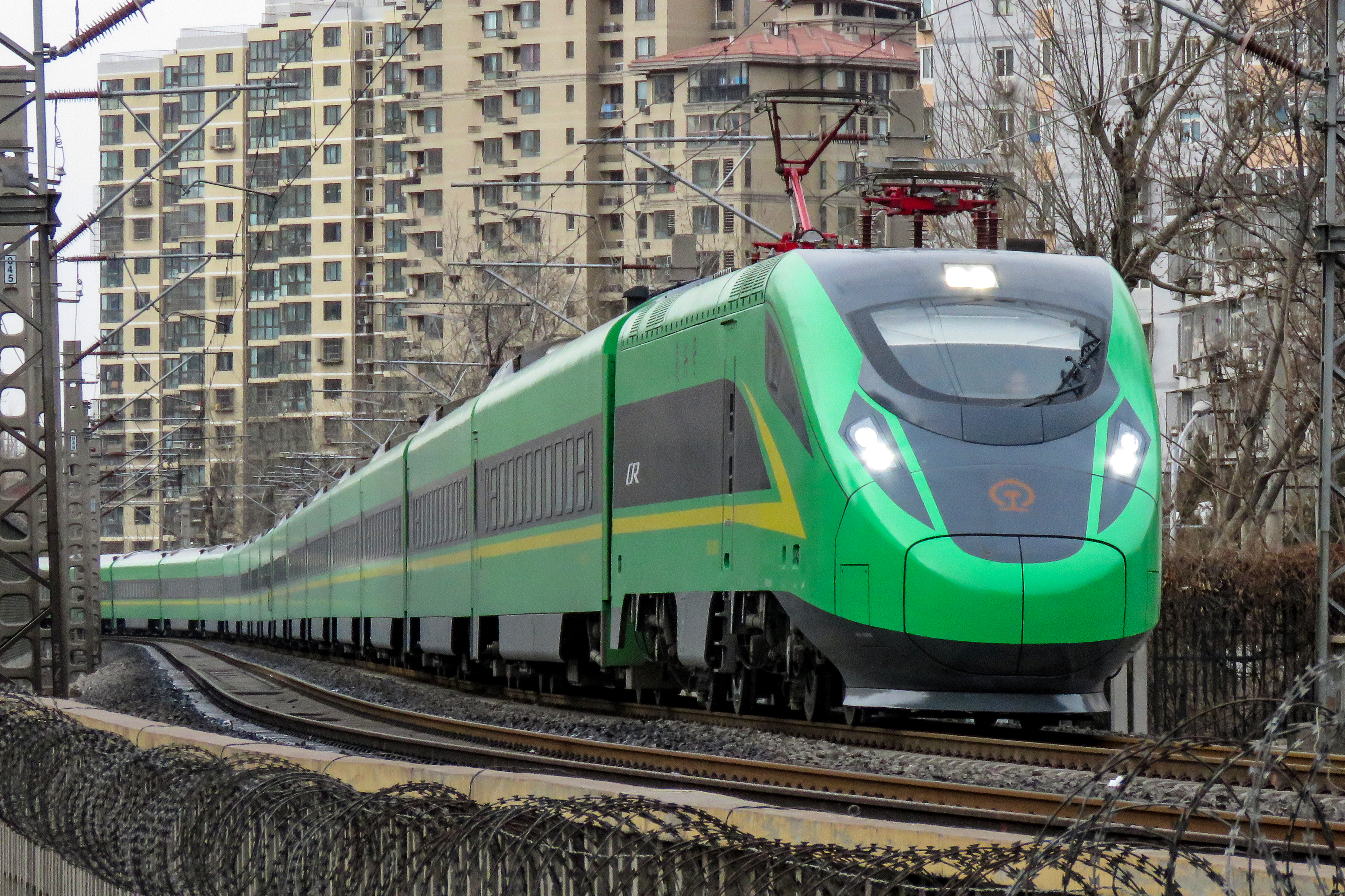
FXD1-J0010担当的D712次列车接近北京站（2019年2月）

2019年1月23日，原T31/32次列车升级为D711/712次列车。2019年1月25日，原Z9/10次列车升级为D717/718次列车，之前曾由和谐号担当的北京到杭州的普通动车组列车，目前均已停运。2024年1月10日，由于全路普通动车组车次号调整，相关车次改为D11/12次列车和D17/18次列车。

## 列车编组

### 历史编组
京杭动车组列车采用CR200J，其中D11/12次使用列车配属上海局集团杭州客车整备所，D17/18次使用列车配属北京局集团北京客车整备所。列车采用动力集中式技术，共有2节动力车和16节车厢，最高运营速度达160km/h。列车设有二等卧车（WE）6辆、二等座车（ZE）2辆、二等座车／餐车（ZEC）1辆、一等卧车（WY）7辆。D11/12次列车同时与北京至保定的C129/130次列车共同套用，具体执行为：杭州开D12次至北京→北京开C129次至保定→保定开C130次至北京→北京开D11次至杭州。
| 车厢编号 | M1     | 1-6         | 7-8         | 9                  | 10-16       | M2     |
| 车型     | 动力车 | WE 二等卧车 | ZE 二等座车 | ZEC 二等座车／餐车 | WY 一等卧车 | 动力车 |